# Roger Perry
Roger Perry (Davenport, Iowa, 1933. május 7. – Indian Wells, Kalifornia, 2018. július 12.) amerikai színész.

## Élete és pályafutása
Az 1960–1961-es televíziós szezonban Perry Jim Harrigan, Jr. ügyvédet alakította a Harrigan and Son című filmben, Pat O'Brien apjaként. Számos amerikai televíziós sorozat vendégszereplője volt az 1950-es évektől az 1980-as évekig. Ted Jarvisként szerepelt a US Marshal című krimi „Paper Bullets” című epizódjában 1958-ban. James Coburnnel és John Dehnerrel szerepelt a The Texan tévésorozat „Friend of the Family” című epizódjában 1960-ban.
Az NBC Star Trek "Tomorrow Is Yesterday" című epizódjában 1967-ben a 20. századi amerikai légierő pilótájaként volt vendégszereplő.

## Fontosabb filmjei
- Harrigan and Son (1960–1961, tv-sorozat, 34 epizódban)
- Arrest and Trial (1963–1964, tv-sorozat, 30 epizódban)
- The Cat (1966)
- Star Trek (1967, tv-sorozat, egy epizódban)
- You've Got to Be Smart (1967)
- Támadás egy idegen bolygóról (The Invaders) (1967, tv-sorozat, egy epizódban)
- The F.B.I. (1969–1974, tv-sorozat, öt epizódban)
- Mannix (1974, tv-sorozat, egy epizódban)
- Barnaby Jones (1974–1980, tv-sorozat, hat epizódban)
- Ég és föld között (Hanging by a Thread) (1979, tv-film)
- Boomer, a csodakutya (Here's Boomer) (1981, tv-sorozat, egy epizódban)
- The Facts of Life (1981–1983, tv-sorozat, tíz epizódban)
- Falcon Crest (1982–1985, tv-sorozat, 12 epizódban)
- Piszkos szerelem (Dirty Love) (2005)